# آزمون‌های حساسیت داروها
قبل از مصرف هر فراورده بیولوژیک، باید وضعیت واکنش‌های آلرژیک (واکنش‌های حساسیتی) بیمار نسبت به آن مشخص باشد؛ بنابراین پیش از تجویز این فراورده‌ها از آزمون‌های حساسیت داروها استفاده می‌کنند. قبل از آزمایش حساسیت نباید آنتی هیستامین‌ها را مصرف کرد زیرا ممکن است با آزمون تداخل داشته باشند. از آنجا که واکنش به آزمون داخل پوستی (داخل جلدی) می‌تواند بسیار شدید باشد، معمولاً ابتدا آزمون‌های خراش و ملتحمه را انجام می‌دهند و در صورتی که یکی از این آزمون‌ها منفی باشد آزمون داخل پوستی نیز انجام می‌شود. برای درمان علایم شدید آلرژی باید دارویی مانند اپی نفرین در دسترس باشد.

## آزمون خراش
در این آزمون، خراشی نیم سانتی‌متری روی پوست ایجاد می‌کنند و یک قطره از فراورده رقیق شده (مثلا ۱:۱۰۰ در سرم نمکی) روی آن قرار می‌دهند. همزمان، برای کنترل و به عنوان شاهد، خراش مشابهی در طرف دیگر ایجاد می‌کنند و روی آن فقط سرم نمکی می‌ریزند. بعد از ۲۰ دقیقه این دو خراش را مقایسه می‌کنند. وجود کهیر متورم با هاله قرمزی اطراف آن نشان دهنده واکنش حساسیتی است.

## آزمون ملتحمه
در این آزمون، یک قطره از فراورده رقیق شده (مثلا ۱:۱۰ در سرم نمکی) داخل کیسه ملتحمه یک طرف می‌ریزند و همزمان، برای کنترل و به عنوان شاهد، در کیسه ملتحمه طرف دیگر فقط سرم نمکی می‌ریزند. بعد از ۱۰ تا ۳۰ دقیقه، خارش، سوزش و اشک ریزی نشان‌دهنده واکنش آلرژیک است.

## آزمون داخل پوستی
آزمون داخل پوستی (داخل جلدی) برای بیمارانی به کار می‌رود که سابقه واکنش حساسیتی ندارند یا آزمون خراش یا ملتحمه در آنان منفی بوده است. فراورده رقیق شده به یک طرف تزریق می‌شود و برای کنترل همان مقدار سرم نمکی در طرف دیگر. پس از ۱۰ تا ۳۰ دقیقه دو محل تزریق با هم مقایسه می‌شوند. وجود کهیر متورم با هاله قرمزی اطراف آن نشان دهنده واکنش حساسیتی است.